# Túlio Lustosa Seixas Pinheiro
Túlio Lustosa Seixas Pinheiro (geboren am 25. April 1976 in Brasília, Brasilien) ist ein ehemaliger brasilianischer Fußballspieler.

## Karriere
Der 1,75 Meter große Abwehrspieler begann seine Karriere beim Jugendverein Goiás EC, bei welchem er von 1993 bis 1994 unter Vertrag stand. In die erste Liga stieg er 1995 auf und war bis 1997 in dieser. 1995 absolvierte er zwei torlose Ligaspiele. Im nächsten Jahr bestritt er elf Ligaspiele und traf einmal ins Tor. An 21 Ligaspielen nahm er jeweils 1997 und 1998 und in beiden Jahren erzielte er jeweils einen Treffer ins Tor. Nach drei Jahren in der ersten Liga stieg er 1999 in die zweite ab und absolvierte er jedoch keine Ligaspiele. Im Jahrtausend stieg er wieder in die erste Liga auf und nahm, wie im Vorjahr, an 21 Ligaspielen teil, welche jedoch dieses Jahr torlos blieben. In seinem letzten Jahr beim Verein bestritt er 24 Ligaspiele und beförderte einen Pass ins Tor.
Nach sechs Jahren beim Verein kündigte er den Vertrag und wechselte zum Verein al-Hilal, bei welchem er für die Saison 2001/02 unter Vertrag stand, absolvierte er 12 Ligaspiele und traf einmal ins Tor. Nach der Saison in Saudi-Arabien, kehrte er für ein Jahr zum Verein Goiás EC, bei welchem er für 20 torlose Ligaspiele unter Vertrag stand. 2003 wechselte er zum Verein Botafogo, bei welchem er im ersten Jahr in der zweiten Liga unter Vertrag stand. An 35 Ligaspielen nahm er 2004 teil und schoss einmal ins Tor. In seinem letzten Jahr beim Verein bestritt er 14 Ligaspiele und konnte drei Pässe ins Tor befördern.
Seine nächste Station war der japanische Verein Ōita Trinita, bei welchem er für zwei Jahre unter Vertrag stand. In seinem ersten Jahr beim Verein bestritt er 14 Ligaspiele und schoss ein Tor. 2006 absolvierte er 30 Ligaspiele und traf zweimal ins Tor. Zudem nahm er in beiden Jahren jeweils an zwei torlosen Spielen des Kaiserpokals teil und 2006 zudem an sechs torlosen Spielen des J. League Cups.
Nach zwei Jahren in Japan stand er für zwei weitere Spielzeiten beim Verein Botafogo unter Vertrag, bei welchem er in der Ersten an 24 Ligaspiele absolvierte und zwei Tore schoss. In seinem zweiten und zugleich letzten Jahr bestritt er 29 Ligaspiele und erzielte zwei Tore. Seine nächste Station war der Verein Corinthians São Paulo, bei welchem er für eine Spielzeit unter Vertrag stand, jedoch an keinen Ligaspielen teilnahm. 2009 unterzeichnete er einen Vertrag beim Verein Grêmio Porto Alegre, bei welchem er für ein Jahr unter Vertrag stand. Während der Spielzeit absolvierte er 32 torlose Ligaspiele. Nach der Spielzeit wechselte er für drei Jahre zum Verein Figueirense FC, bei welchem er 73 torlose Ligaspiele bestritt.

## Erfolge
Goiás
- Staatsmeisterschaft von Goiás: 1995, 1996, 1997, 1998, 1999, 2000, 2003
- Série B: 1999
- Copa Centro-Oeste: 2000

Botafogo
- Taça Rio: 2007, 2008

Corinthians
- Staatsmeisterschaft von São Paulo: 2009